# Basiliek van de Aankondiging

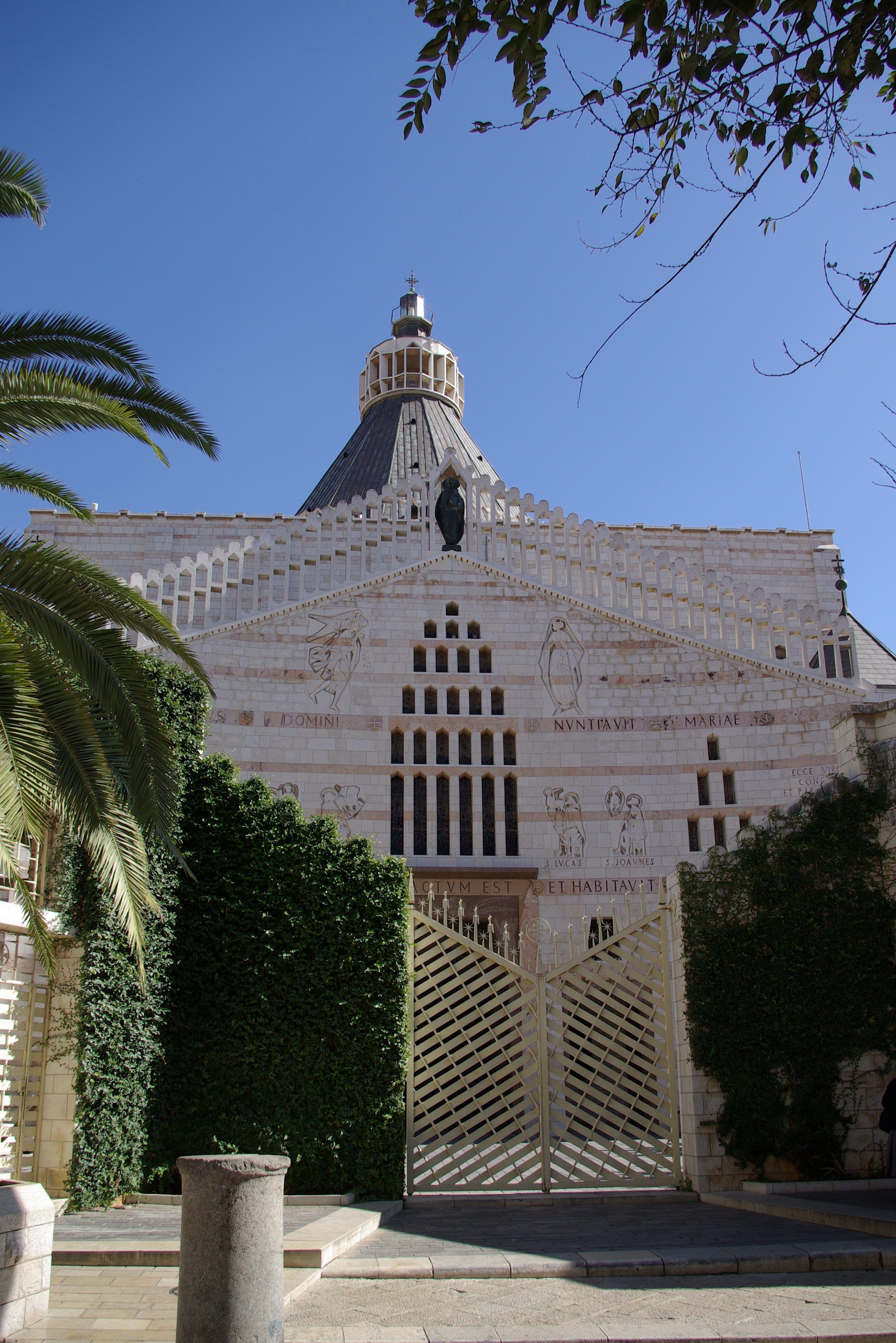
De Basiliek van de Aankondiging

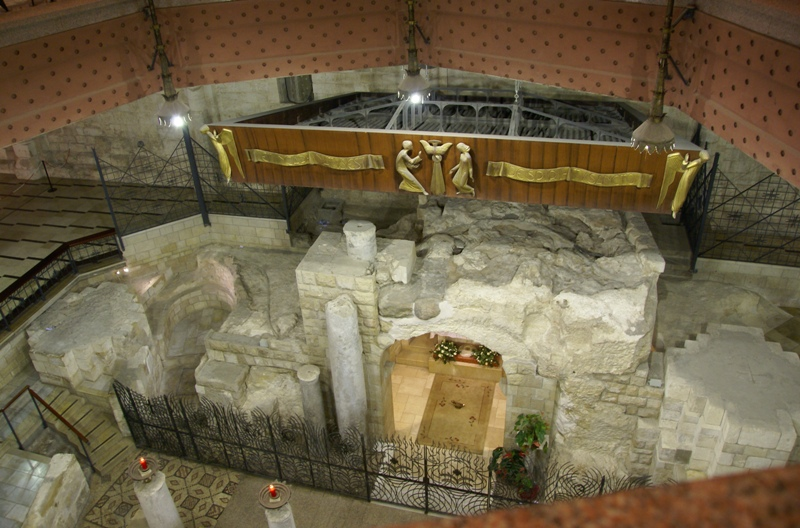
De Grot op het onderste niveau gezien vanuit het bovenste niveau.

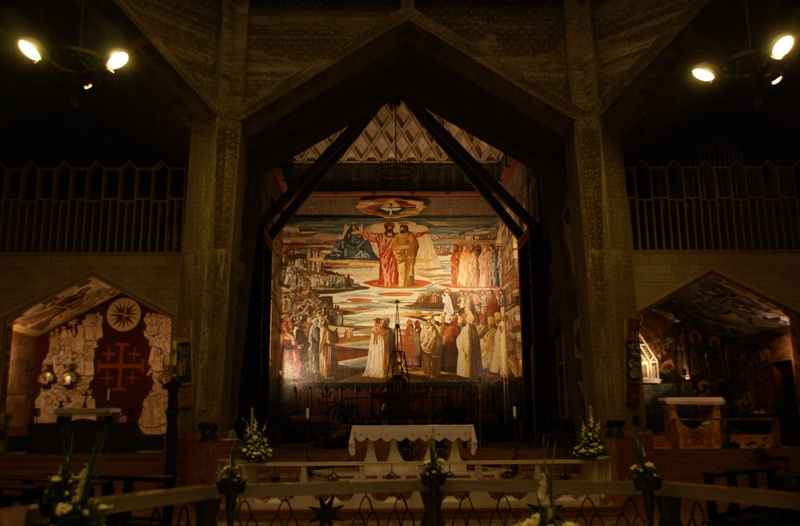
Bovenste niveau: altaar met zijkapellen.

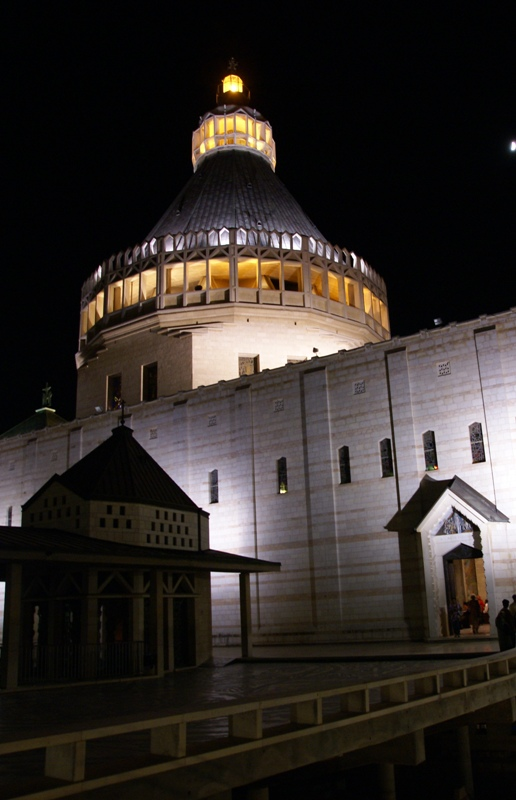
De koepel is 55 meter hoog.

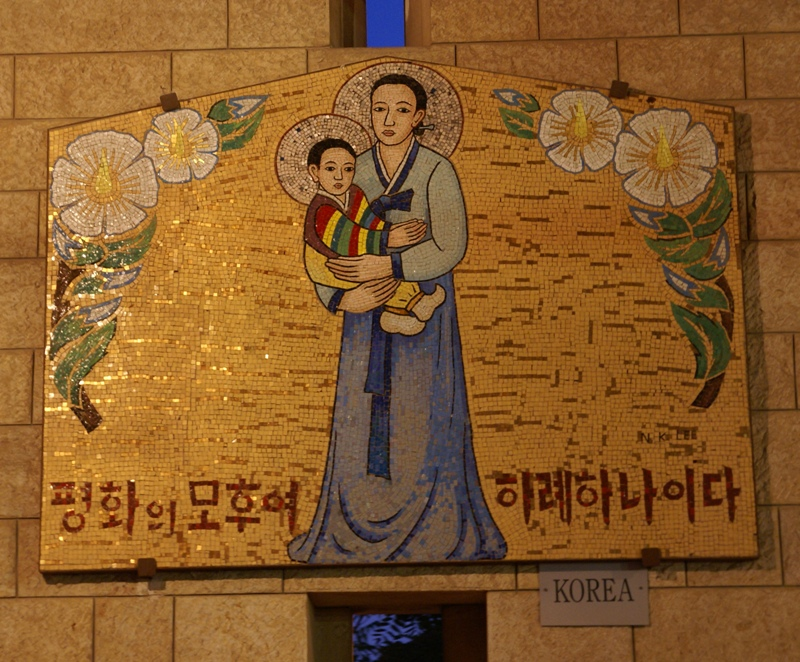
Mozaïek voorstellende Madonna met kind, geschonken door Korea.

De Basiliek van de Aankondiging (ook Basiliek van de Annunciatie) is een rooms-katholieke, 20e-eeuwse basiliek in Nazareth, Israël. De basiliek is de grootste christelijke kerk in het Midden-Oosten.

## Geschiedenis

### Vanaf de vierde eeuw
In het midden van de 4e eeuw werd een schrijn gebouwd om de plaats waar volgens rooms-katholieke traditie de aartsengel Gabriël verscheen aan de Maagd Maria.
In 383 werd aan vrouwe Egeria, een Spaanse pelgrim, een grot getoond waarin Maria zou hebben geleefd. Er was een altaar geplaatst. Dit was vermoedelijk de grootste grot van een grottencomplex dat in latere eeuwen bekend kwam te staan als de Grot van de Annunciatie.
In 570 was er een kerk aanwezig. Uit deze periode stamt een Grieks mozaïek met de opdracht Voor Conon, diaken van Jeruzalem.

### Kruisvaarders
In 1099 begon de tijd van de kruisvaarders. De kerk was een ruïne. In opdracht van de Normandische ridder Tancred, prins van Galilea, werd een nieuwe kathedraal gebouwd over de grot. Deze kathedraal was de grootste kerk die door de kruisvaarders werd gebouwd. In 1170 werd deze kerk beschadigd tijdens een aardbeving. Het erop volgende herstel van de kerk werd onderbroken toen de kruisvaarders werden verslagen in de Slag van Hittim en Nazareth verloren ging voor de kruisvaarders.
Dankzij een serie verdragen bleef het voor pelgrims tot 1291 mogelijk om de Grotto te bezoeken. In 1291 viel Akko, de hoofdstad van de kruisvaarders, en werden de kruisvaarders uit het land verjaagd.

### Franciscanen
In 1620 kocht de Orde van de Franciscanen met toestemming van de Druzische emir Fakr-a-Din de ruïnes van de kruisvaarderskathedraal en de Grot. In 1730 stond de Ottomaanse sultan de orde toe een nieuwe kerk te bouwen. In 1877 werd die kerk vergroot. In 1955 werd de kerk afgebroken om plaats te maken voor een nieuwe kerk: de Basiliek van de Aankondiging. Voordat de bouw werd gestart, werd de locatie uitgebreid archeologisch onderzocht door de Studium Biblicum Franciscanum (Jerusalem).

## Bouw en inwijding
De Basiliek van de aankondiging werd ontworpen door architect Giovanni Muzio. De kerk heeft twee niveaus. Het bovenste niveau volgt de omtrek van de 12e-eeuwse kruisvaarderskathedraal en heeft een schip met twee zijbeuken. Verder heeft dit niveau een gedeeltelijke reconstructie van de oostelijke apses. Het onderste niveau omvat de byzantijnse Grot.
In 1964 werd de basiliek door paus Paulus VI toegewijd aan de Maagd Maria. De wijding van de afgebouwde basiliek vond plaats op 23 maart 1969. Twee dagen later volgde een oecumenische dienst waarbij geestelijken aanwezig waren van de Grieks-Orthodoxe, Armeense, Koptische, Ethiopische, Syrische en Lutherse kerken.
In en om de basiliek bevinden zich vele afbeeldingen van de Maagd Maria, geschonken door een grote verscheidenheid aan landen. De koepel van de basiliek is 55 meter hoog.